# Свиное молоко

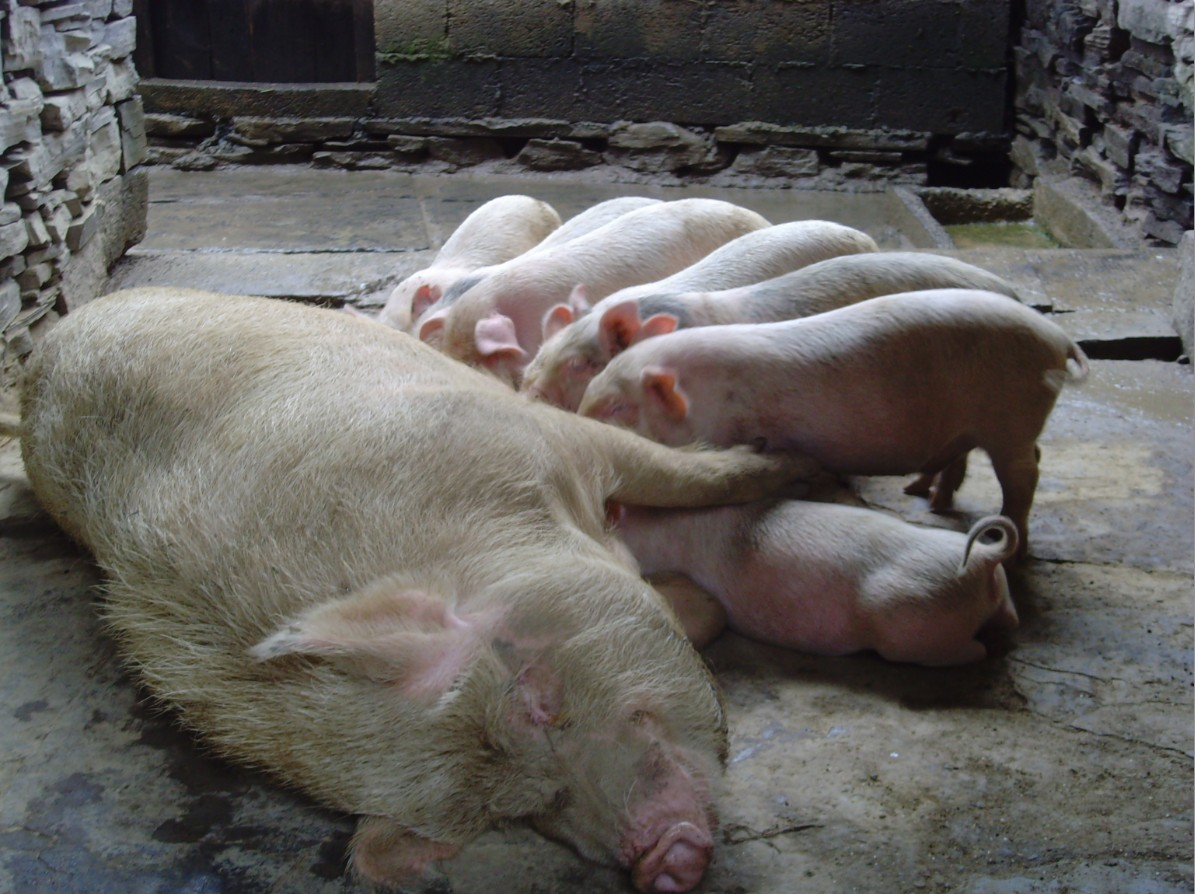
Поросята потребляют молоко матери

Свиное молоко — естественное природное материнское молоко, вырабатываемое в виде секрета молочных желёз домашними свиньями из биологического рода Кабаны для кормления поросят. По составу оно похоже на коровье молоко, но жирнее и водянистее. Свиное молоко редко используется человеком и не считается сельскохозяйственным продуктом. Было предпринято несколько попыток производить сыр из свиного молока, некоторые из которых были успешными.

## Состав
Свиное молоко содержит 8,5% жира по сравнению с 3,5% в коровьем молоке. Оно имеет схожий состав молозива с точки зрения белка, жира и лактозы по сравнению с коровьим молоком. 
Свиньи, питающиеся высокобелковой диетой, производят больше молока по сравнению со свиньями, питающимися низкобелковой диетой.

## Сложности в доении свиней
Свиное молоко не считается пригодным для коммерческого производства по ряду причин. Считается, что свиней трудно доить. Сама свиноматка, как правило, неохотно соглашается на дойку, может быть неконтактной и агрессивной, или пугаться присутствия человека. Кроме того, ни один из существующих доильных аппаратов не рассчитан на присоединение примерно к дюжине сосков и извлечение молока в течение 15 секунд. Наконец, свиньи, в отличие от коров, не могут забеременеть во время лактации, что делает операцию по производству свиного молока ещё менее жизнеспособной.

## Использование свиного молока
По сравнению с другими животными, такими как коровы или козы, главной проблемой качества свиного молока является всеядность свиней.
Вкус свиного молока описывают как «диковатый», даже более выраженный, чем у козьего молока. Кроме того, такое молоко более водянистое, чем коровье.

### Сыр из свиного молока
В 2015 году, нидерландские фермеры произвели один из первых экспериментальных сыров из свиного молока. Около десяти человек работали, чтобы доить свиноматок в течение десятков часов. Несколько попыток произвести сыр потерпели неудачу. В конце концов, удалось сделать несколько килограммов такого сыра. Сообщалось, что на вкус он был немного солёным, и по сравнению с другими сырами, более сливочным, однако, достаточно зернистым.

### Здоровье и красота
Сюзанна Монтгомери, графиня Эглинтон, умывалась свиным молоком, а затем пила его. Она рекомендовала это лечение другим, так как считала, что оно поможет сохранить фигуру и цвет лица.